# Dəmirçi (Şamaxı)
Dəmirçi è un comune dell'Azerbaigian situato nel distretto di Şamaxı. Conta una popolazione di 891 abitanti.